# Камеральное описание
Камеральное описание — специфический вид переписи населения, существовавший в Российской империи с XVIII до середины XIX века, для вновь завоёванных или вновь заселённых земель.
В отличие от ревизских сказок, которые опирались на более ранние переписи и сверялись с ними (в целях подушного налогообложения), камеральные описания описывали землевладение и население территорий «с нуля». В них перечислялись селения, количество жителей и их вероисповедание, а в приложениях перечислялись сами жители поименно.